# Леонтьевское (Краснодарский край)
Лео́нтьевское — село в Белореченском районе Краснодарского края. Входит в состав Школьненского сельского поселения.

## Географическое положение
Село расположено на правом берегу Белой, в 1,5 км южнее села Великовечного, в 7 км к западу от центра сельского поселения — села Школьного.

## История
Село основано не позднее 1886 года.

## Население
| 2002 | 2010 |
| ---- | ---- |
| 321  | ↗335 |

## Инфраструктура
Улицы
- ул. Выгонная,
- ул. Клубная,
- ул. Приречная,
- ул. Степная,
- ул. Широкая[6].